# Schizocentron
Schizocentron é um género botânico pertencente à família Melastomataceae.

## Espécies
A espécie mais conhecida é a Schizocentron elegans, conhecida popularmente como quaresmeira-rasteira.